# Cala Galladera
La Cala Galladera és una petita badia a la costa del Cap de Creus, situada al terme municipal del Port de la Selva, al límit amb el de Cadaqués, dins del Parc Natural del Cap de Creus. Orientada a l'est, està força protegida del vent de tramuntana, ja que aquí el mar fa un gran entrant, amb els vessant a nord i sud força pronunciats. A la cala hi ha una petita barraca que fou bastida pels pescadors de Llançà.
La cala té una profunditat màxima de 5 m, però en gran part presenta unes cotes de 2 a 3 m, amb el fons cobert de posidònia. Tanmateix darrerament s'ha observat la presència de l'alga invasora Caulerpa cylindracea, que desplaça a la posidònia.
Dins del conjunt salvatge d'aquest paratge, destaca la forma punxeguda i crestejada de l'illa de Portaló, que separa aquesta cala de la cala Portaló.
Galladera és la manera antiga i local d'anomenar un indret tancat, amagat i poc visible des de l'exterior.
Al fons de la cala es van descobrir el 1994 les restes del naufragi d'un vaixell del segle I-II aC, carregat amb àmfores de vi, que probablement havia salpat del port d'Empúries en direcció a un port del sud de França, però el va sorprendre un temporal i devia intentar protegir-se en aquesta cala.